# Australia ai Giochi della XVII Olimpiade
L'Australia partecipò ai Giochi della XVII Olimpiade che si sono svolti a Roma dal 25 agosto all'11 settembre 1960, con una delegazione di 189 atleti impegnati in diciassette discipline.

## Medagliere

### Per discipline
| Sport            | Oro | Argento | Bronzo | Totale |
| ---------------- | --- | ------- | ------ | ------ |
| Nuoto            | 5   | 5       | 3      | 13     |
| Equitazione      | 2   | 1       | 0      | 3      |
| Atletica leggera | 1   | 2       | 1      | 4      |
| Pugilato         | 0   | 0       | 2      | 2      |
| Totale           | 8   | 8       | 6      | 22     |

### Medaglie
| Medaglia | Atleta                                                    | Sport            | Evento                                       |
| -------- | --------------------------------------------------------- | ---------------- | -------------------------------------------- |
| Oro      | Herb Elliott                                              | Atletica leggera | 1500 metri piani                             |
| Oro      | Lawrence Morgan                                           | Equitazione      | Concorso completo individuale                |
| Oro      | Lawrence Morgan Neale Lavis Bill Roycroft                 | Equitazione      | Concorso completo a squadre                  |
| Oro      | John Devitt                                               | Nuoto            | 100 metri stile libero maschili              |
| Oro      | Murray Rose                                               | Nuoto            | 400 metri stile libero maschili              |
| Oro      | John Konrads                                              | Nuoto            | 1500 metri stile libero maschili             |
| Oro      | David Theile                                              | Nuoto            | 100 metri dorso maschili                     |
| Oro      | Dawn Fraser                                               | Nuoto            | 100 metri stile libero femminili             |
| Argento  | Noel Freeman                                              | Atletica leggera | Marcia 20 km                                 |
| Argento  | Brenda Jones                                              | Atletica leggera | 800 metri piani femminili                    |
| Argento  | Neale Lavis                                               | Equitazione      | Concorso completo individuale                |
| Argento  | Murray Rose                                               | Nuoto            | 1500 metri stile libero maschili             |
| Argento  | Neville Hayes                                             | Nuoto            | 200 metri farfalla maschili                  |
| Argento  | David Theile Terry Gathercole Neville Hayes Geoff Shipton | Nuoto            | Staffetta 4x100 metri misti maschile         |
| Argento  | Dawn Fraser Ilsa Konrads Lorraine Crapp Alva Colquhuon    | Nuoto            | Staffetta 4x100 metri stile libero femminile |
| Argento  | Marilyn Wilson Rosemary Lassig Jan Andrew Dawn Fraser     | Nuoto            | Staffetta 4x100 metri misti femminile        |
| Bronzo   | Dave Power                                                | Atletica leggera | 10000 metri piani                            |
| Bronzo   | John Konrads                                              | Nuoto            | 400 metri stile libero maschili              |
| Bronzo   | David Dickson John Devitt Murray Rose John Konrads        | Nuoto            | Staffetta 4x200 metri stile libero maschile  |
| Bronzo   | Jan Andrew                                                | Nuoto            | 100 metri farfalla femminili                 |
| Bronzo   | Oliver Taylor                                             | Pugilato         | Pesi gallo                                   |
| Bronzo   | Tony Madigan                                              | Pugilato         | Pesi mediomassimi                            |

## Risultati

### Pallanuoto
| Atleta | Classifica                                                                                                |                      |
| --- | --- | -------------------- |
| V · D · M Nazionale maschile australiana di pallanuoto · Giochi olimpici - Roma 1960 Charleston · Clark · Hoad · O'Brien · Pierce · Sherman · Thornett · Whitehead · Wiegard · Withers · CT : - | 15° |                      |
| Nazionale maschile australiana di pallanuoto · Giochi olimpici - Roma 1960 | |                      |
| Charleston · Clark · Hoad · O'Brien · Pierce · Sherman · Thornett · Whitehead · Wiegard · Withers · CT: -                                                                                       | Charleston · Clark · Hoad · O'Brien · Pierce · Sherman · Thornett · Whitehead · Wiegard · Withers · CT: - | Australia (bandiera) |